# Aoyama Gōshō tanpenshū
Aoyama Gōshō tanpenshū (青山剛昌短編集? lett. "La collezione delle storie brevi di Gōshō Aoyama") è un manga a volume unico che raccoglie alcune storie brevi del mangaka giapponese Gōshō Aoyama, famoso per aver creato la serie gialla Detective Conan.
Al suo interno sono racchiuse storie brevi create dall'autore negli anni ottanta, prima di dedicarsi ad opere maggiori quali Yaiba o Kaito Kid. All'interno del volume sono presenti infatti delle storie prototipo riutilizzate successivamente in opere più famose.
Le storie presenti nel Tanpenshū sono state raccolte nel volume nel 1994 e poi in una nuova versione nel 2000 con due nuove storie, e di nuovo nel 2011 con un'altra storia. Da alcune di esse sono stati tratti due OAV nel 1999 ed un'altra ha ispirato uno degli OAV tratti da Detective Conan.

## I titoli presenti nel volume
Il volume venne venduto il 15 febbraio 1994 in Giappone con l'etichetta Sunday Comic.
| Nº | Titolo italiano Giapponese 「Kanji」 - Rōmaji | Data di prima pubblicazione         | Data di prima pubblicazione |
| Nº | Titolo italiano Giapponese 「Kanji」 - Rōmaji | Giapponese                          |                             |
| 1  | La collezione delle storie brevi di Gōshō Aoyama 「青山剛昌短編集」 - Aoyama Gōshō tanpenshū | 15 febbraio 1994 ISBN 4-09-123172-1 |                             |
| 1  | Capitoli 1. La mini-mini grande operazione del detective George (探偵ジョージのミニミニ大作戦?, Tantei Jōji no mini mini dai sakusen) - La comparsa del grande detective (名探偵登場！?, Meitantei dōjō) (prima pubblicazione: Weekly Shōnen Sunday n° 18, 1988) - Il mostro del paese del ghiaccio (氷の国の怪物?, Kōri no kuni no kaibutsu) (prima pubblicazione: Weekly Shōnen Sunday n° 19, 1988) - Sono un dentista (I AM A DENTIST). (prima pubblicazione: Weekly Shōnen Sunday n° 20, 1988) 2. Play it again (Gioca ancora) (プレイ イット アゲイン?, Purei itto agein) (La storia prototipo da cui successivamente nascerà Yaiba) (prima pubblicazione: Weekly Shōnen Sunday, maggio 1988) 3. Excalibur (えくすかりばあ?, Ekusukaribaa) (La storia prototipo da cui successivamente nascerà Yonban Third) (prima pubblicazione: Weekly Shōnen Sunday, agosto 1988) 4. Il Babbo Natale dell'estate (夏のサンタクロース?, Natsu no Santakurōsu) (prima pubblicazione: Weekly Shōnen Sunday n° 15, 1987) 5. Aspetta un attimo (ちょっとまってて?, Chotto mattete) (prima pubblicazione: Weekly Shōnen Sunday, numeri 3-4, 1987) 6. Show di domenica 19 - La girovagante farfalla rossa (サンデー19show さまよえる赤い蝶?, Sandē 19show - Samayoeru akai-chō) (prima pubblicazione: Weekly Shōnen Sunday n° 6, 1988) |                                     |                             |

## Nuove edizioni
La versione del 2000 è uscita:
- Il 15 gennaio 2000 con l'etichetta Shōnen Sunday Books (ISBN 4091231721)
- Nell'ottobre 2003 in edizione bunkoban (ISBN 4091934811)

Questa versione comprende due altre storie:
- Terza base numero 4 (4番サード?, Yonban sādo), già pubblicato in un singolo tankōbon
- Lupin per caso (さりげなくルパン?, Sarigenaku Rupan) (storia prototipo per Kaito Kid)

Nel 2011 è stata pubblicata una nuova versione del manga con una nuova copertina, contenente anche la storia breve Tell Me A Lie ～Watashi ni uso o tsuite～ (Tell Me A Lie ～私にウソをついて～? "Dimmi una bugia") pubblicata nel 2007 sulla rivista seinen Weekly Young Sunday, che riguarda una ragazza di nome Terumi Arai (新井輝海?, Arai Terumi) che può leggere nel pensiero delle persone che la guardano negli occhi. Questa versione è disponibile anche in edizione limitata con allegato un box DVD della versione animata. L'edizione con il DVD è uscita il 16 febbraio 2011, quella senza il 25 febbraio. Entrambe non comprendono le nuove storie dell'edizione del 2000.

## Gli OAV

### OAV del 1999
Da queste serie vennero creati nel 1999 due OAV prodotti da Tokyo Movie Shinsha:

La collezione delle storie brevi di Gosho Aoyama (青山剛昌短編集?, Aoyama Gōshō tanpenshū), uscito il 17 marzo 1999:
- Aspetta un attimo (ちょっとまってて?, Chotto mattete)

Questa storia è un film che viene proiettato al Go Show Cinema (gioco di parole con il nome dell'autore, che può essere trascritto anche Goushou), in cui si trova Yukiko nella storia seguente. Un ragazzo è un geniale inventore e inventa una macchina del tempo, che vuole usare per tornare nel passato di due anni e diventare così della stessa età della sua ragazza, di due anni più grande di lui. Tuttavia è lei ad usare la macchina del tempo per prima.
- Show di domenica 19 - La girovagante farfalla rossa (サンデー19show さまよえる赤い蝶?, Sandē 19show - Samayoeru akai-chō)

Questa storia è stata modificata rispetto al manga, dato che i protagonisti sono Yusaku Kudo e Yukiko Fujimine prima che si sposassero. Yusaku riceve telefonate da una donna che lo sfida con indovinelli a capire dove si trova. La donna è Yukiko e questo è uno dei loro primi appuntamenti. Il luogo dove si incontrano è il Go Show Cinema.
- Il Babbo Natale dell'estate (夏のサンタクロース?, Natsu no Santakurōsu)

Questa storia è presentata come un film che Yusaku e Yukiko guardano al Go Show Cinema. Un ragazzo di diciassette anni di nome Keisuke attiva per sbaglio un sistema di distruzione della Terra, ma a causa di un'amnesia dimentica il codice per disattivarlo.
- Sigla finale, Kitto ieru (「きっと言える」? Da dire sicuramente) di Yukari Tamura.

La collezione delle storie brevi di Gosho Aoyama 2 (青山剛昌短編集2?, Aoyama Gōshō tanpenshū ni), uscito il 22 dicembre 1999:
- La mini-mini grande operazione del detective George (探偵ジョージのミニミニ大作戦?, Tantei Jōji no mini mini dai sakusen)
  - La comparsa del grande detective (名探偵登場！?, Meitantei dōjō)

Una ragazza in fuga da alcuni uomini in nero si rivolge ad un detective di dimensioni microscopiche che accetta il suo caso.
- Volo verso i dieci pianeti del cielo (夜空に飛び立つ10個の惑星?, Yozora ni tobitatsu jū-ko no wakusei)

Storia creata appositamente per l'OAV, basata sui personaggi di Detective Conan, e in particolare Shinichi Kudo, Yukiko Fujimine e Yusaku Kudo circa 13 anni prima della storia principale. Yusaku e Yukiko si sono sposati e lui ha iniziato la carriera di scrittore di gialli, ma lascia spesso incompiuti i suoi lavori scappando. In questa storia è scappato lasciando un indovinello per Yukiko, come aveva fatto lei nella seconda storia del primo OAV. Yukiko cerca una soluzione con l'aiuto di Shinichi, qui ancora un bambino piccolo.
- Play it again (Gioca ancora) (プレイ イット アゲイン?, Purei itto agein)

Grazie ai poteri di un albero di ciliegio in fiore, un vecchio che conosce una tecnica di spada segreta ritorna un giovane dell'età di sua nipote. Scoprendo che un bullo vuole adescare sua nipote, la difende con la spada.
- Il misterioso piano di omicidio (謎の殺人計画?, Nazo no satsujin keikaku), conosciuto anche come "Making of Detective Conan" (ＭＡＫＩＮＧ ＯＦ 名探偵コナン?, MAKING OF Meitantei Konan)

È un'altra storia creata appositamente per la versione animata, della durata di sette minuti e realizzata con i personaggi di Detective Conan (e precisamente Conan Edogawa e i Detective Boys) che si muovono su sfondi reali ripresi dal vivo: gli studi della TMS e le zone vicine, in cui si vedono gli animatori e i doppiatori al lavoro. I Detective Boys sentono alcune persone che parlano di un piano per un omicidio, ma scoprono che si tratta in realtà degli sceneggiatori della TMS che preparano un episodio.

### OAV di Detective Conan
La storia Excalibur, opportunamente modificata per inserire i personaggi di Detective Conan, ha ispirato il dodicesimo oav tratto da quest'ultimo, uscito con il numero 19 del 2012 della rivista Weekly Shōnen Sunday. L'OAV è intitolato Il miracolo di Excalibur (えくすかりばあの奇跡?, Ekusukaribaa no kiseki).